# Олеат меди(II)
Олеат меди(II) — химическое соединение,
соль меди и олеиновой кислоты
с формулой Cu(C17H33COO)2,
коричневое вещество,
не растворяется в воде.

## Получение
- Реакция растворов олеата натрия и сульфата меди:

{\displaystyle {\mathsf {CuSO_{4}+2NaC_{17}H_{33}COO\ {\xrightarrow {}}\ Cu(C_{17}H_{33}COO)_{2}\downarrow +Na_{2}SO_{4}}}}

## Физические свойства
Олеат меди(II) образует коричневое аморфное вещество.
Не растворяется в воде, растворяется в эфире.

## Применение
- Используется в производстве пигментов.
- Микроудобрение.
- Металлоплакирующая присадка в моторных маслах.